# 펠추트
펠추트(헝가리어: Felcsút)는 헝가리 페예르주의 도시로 면적은 22.02km2, 인구는 1,688명(2002년 기준), 인구 밀도는 76.65명/km2이다.
1269년 문헌에 처음 등장했다. 헝가리의 총리를 역임한 오르반 빅토르가 어린 시절을 보낸 곳이기도 하다.

시 문장